# 武田信在
武田信在（日语：／ Takeda Nobuari，1352年—1403年）是日本室町時代前期安藝分郡守護，安藝武田氏第2任當主。

## 生涯
信在的父親是前任安藝分郡守護武田氏信，母親是信濃守護小笠原宗長之女。天授5年或康曆元年（1379年），由於氏信隱居，信在便接任成為佐東郡（現廣島縣廣島市安佐南區）守護。
元中9年或明德3年（1392年）8月28日，足利義滿在相國寺進行供養時，信在率先參與。
信在為了重振安藝武田氏，計劃加強水軍實力，及後他在應永4年（1397年）左右奪取佐西郡的嚴島神主領，吉川氏和熊谷氏通過這件事來籠絡大內義弘，導致安藝武田氏與大內氏處於敵對關係。
其後，義弘在應永之亂期間死去，義滿便計劃追擊位於安藝的大內軍，由於害怕領地被沒收，33名安藝國人眾便在應永11年（1404年）9月23日結成國一揆，是為安藝國人一揆，由於當時負責的是信在之子武田信守，因此推測信在是在應永10年（1403年）左右死去。
信在曾經寄進寺領予福王寺和阿彌陀佛像予嚴島神社。

### 註解
1. ↑  按《家傳大略》記載，亦有信守是信在之弟的說法。高野『安芸・若狭武田一族』、P83。
2. ↑  按《武田氏系譜》記載，信在是死於應永3年（1369年）。高野『安芸・若狭武田一族』、P82。

## 外部連結
- 歴史情報 （页面存档备份，存于）
  - 安芸武田氏の当主と時代背景 （页面存档备份，存于）
  - 安芸武田氏歴史略年表 （页面存档备份，存于）
- 武家家伝 安芸武田氏 （页面存档备份，存于）